# Абдуллин, Хизмет Миталипович
Хизме́т Митали́пович Абду́ллин (Хизмет Абдумуталипович Абдуллин, уйг. Хизмәт Абдуллин Абдумутәллип оғли‎, 10 октября 1925 года — 1986 года) — уйгурский советский писатель и поэт, переводчик.

## Биография
Родился в крестьянской семье 10 октября 1925 года в селе Баяндай Джаркентского уезда Джетысуйской губернии Казакской АССР РСФСР (ныне — Енбекшиказахский район, Алматинская область, Казахстан).
В 1943 году был призван в ряды Красной Армии. Служил в Монголии, участвовал в освобождении Маньчжурии от японских милитаристов. В это время появляются его первые стихи. В 1950—1953 годах учился на филологическом факультете Казахского педагогического института (Алма-Ата).
С 1951 по 1955 годы работал в редакции алма-атинского журнала «Жаңа өмір» (рус. Новая жизнь), а в 1958—1962 годах — редактором в Казахском государственном издательстве художественной литературы. В 1961 году вступил в КПСС, после чего с 1962 до 1965 год возглавлял отдел в редакции уйгурской газеты «Коммунизм туги» (уйг. Знамя коммунизма‎). В 1955—1958 и 1965—1980 руководил уйгурской секцией в Союзе писателей Казахской ССР.
Умер в 1986 году.

## Творчество
Печатался с 1954 года. Автор исторической поэмы «Анаят», поэмы о современной молодёжи «Давутжан», повести «Гулистан» (уйг. Гүлстан‎, 1954), сборников «Рассказы» (уйг. Һекайиләр‎, 1956), «Любовь и ненависть» (уйг. Муһәббәт вә нәпрәт‎, 1960). Роман «Под небом Турфана» (уйг. Турпан тәвәсидә‎, 1962, рус. пер. 1964) рассказывает о жизни уйгур на национальных окраинах Китая. Романы «Земляки» (уйг. Жутдашлар‎, 1966, рус. пер. 1968) и «Судьба» (уйг. Тәғдир‎, 1971) посвящены советскому уйгурскому селу.
Написал также сборники повестей и рассказов «Односельчане», «Судьба», «Огненный круг», «Ответ годам», «Гулистан» и другие, сборники стихов и поэм «Анаят», «Давутжан» и другие.
Поэма «Анаят», изданная отдельной книжкой не только на уйгурском, но и русском языке, посвящена народному герою, бунтарю, заступнику бедняков Анаяту. Поэма «Давутжан», посвящена нашей сегодняшней молодёжи, её учёбе и труду.
Переводил на уйгурский язык произведения А. С. Пушкина, М. Ю. Лермонтова, Л. Н. Толстого, Дм. Фурманова, М. Исаковского, Янки Купалы, Рабиндраната Тагора.